# De Zaaiers

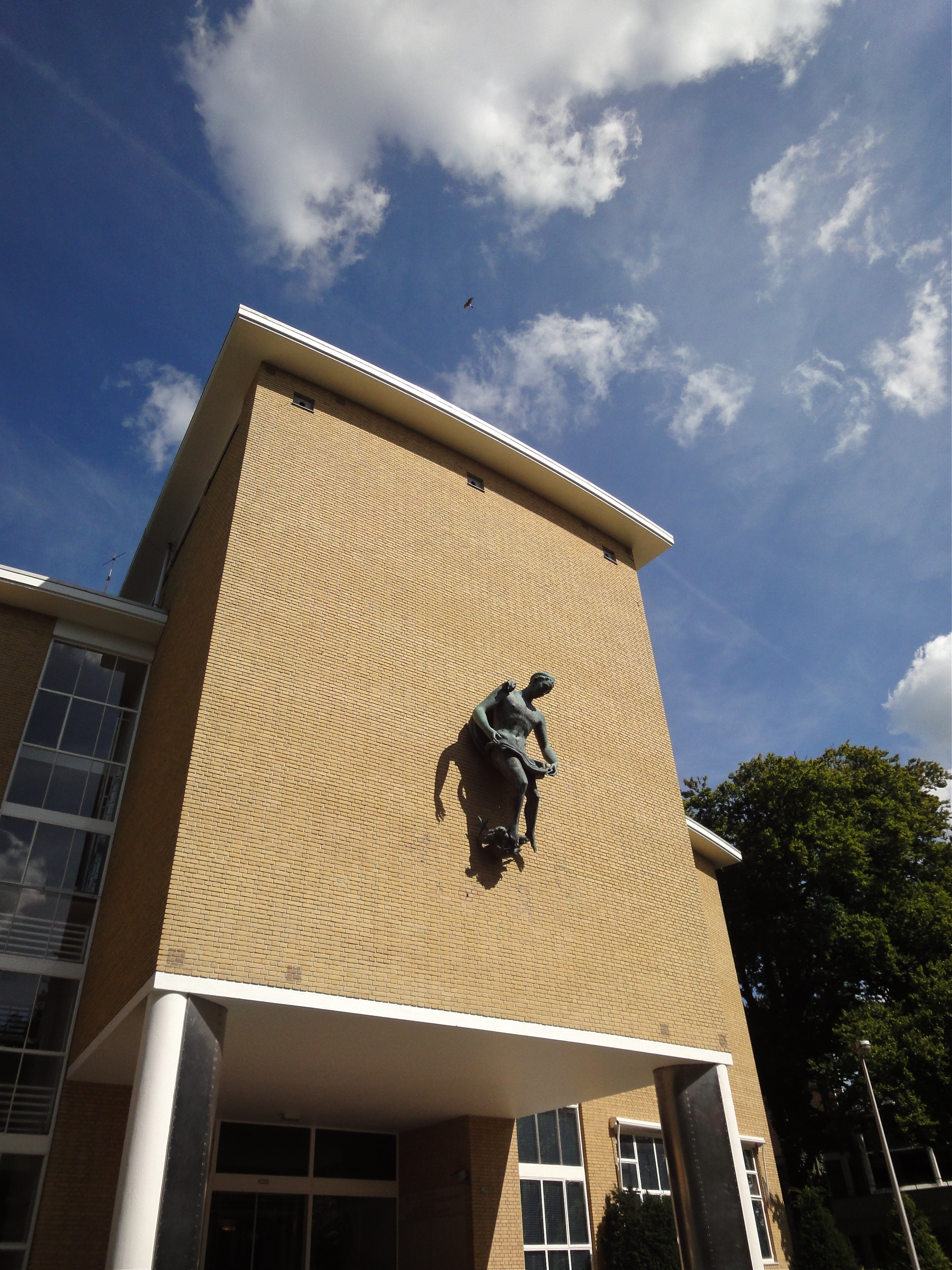
De (ether)zaaier van Pieter Starreveld (foto 2010)

De Zaaiers was een amusementsorkest in 1952 opgericht door Jos Cléber in opdracht van de AVRO. Vier orkestleden maakten de overstap van het dansorkest The Skymasters. Trompettist Willy Schobben was een van de bekendste leden. Karel van der Velden, eerst vaste zanger van The Skymasters, was toegetreden als gitarist. Het ensemble ontleende zijn naam aan het gelijknamige bronzen beeld van beeldhouwer Pieter Starreveld dat sinds 1951 aan de voorgevel van de oude AVRO-studio hangt. Op 27 april debuteerde het in het programma Zondagavond-editie.
Vocalisten als Jenny Roda, Henk Dorel, Bert Robbe, Corry Brokken, Mieke Telkamp, Karel van der Velden, Christine Spierenburg en Detty Casoli traden op als solisten bij het orkest. Behalve leider Jos Cleber schreven Tom Dissevelt, Frits Janssen, Frans de Kok, Herman Koot (saxofonist, klarinettist en arrangeur) , Ger van Leeuwen, Jo van Maas (trompettist en arrangeur), Bert Paige, Pi Scheffer en Julius Steffaro elk tientallen tot honderden arrangementen voor het orkest.
De Zaaiers scoorden een internationale hit met het in 1956 door Jos Cleber gecomponeerde De postkoets (bij wijze van herkenningstune van het radioprogramma Met de postkoets door Nederland). Ook de vocale versie van De Selvera's was een groot succes.  
De strijkersbezetting telde zes violen. Aangevuld met extra strijkers en een harp trad het ensemble op onder de naam Cosmopolitain-orkest. Het A.V.R.O.-Theaterorkest en het ensemble Divertimento (beiden gedirigeerd door Gerard van Krevelen) bestonden grotendeels uit dezelfde musici in vaste dienst. De klank van deze ensembles was voor de luisteraars moeilijk te onderscheiden van die van De Zaaiers. Al deze orkesten verdwenen in 1966.
Tussen 1962 en 1964 vertoefde Cléber in Zuid-Afrika. Tijdens zijn afwezigheid werd het orkest gedirigeerd door Ger van Leeuwen, maar ook afwisselend door Gerard van Krevelen, Pi Scheffer en Hugo de Groot.

## Externe lin
- Repertoire op Muziekschatten.nl (bladmuziek, deels gedigitaliseerd)